# Mitrasinci
Mitrasinci (macedónul: Митрашинци), település Észak-Macedóniában, a Kelet-Macedóniai körzet Berovói járásában.

## Népesség
| Lakosok száma | 1118 | 1245 | 1149 | 1054 | 965  | 861  | 794  | 729  | 555  |
|               | 1948 | 1953 | 1961 | 1971 | 1981 | 1991 | 1994 | 2002 | 2021 |

2002-ben 729 lakosa volt, akik közül 728 macedón és 1 szerb.